# François Pallu

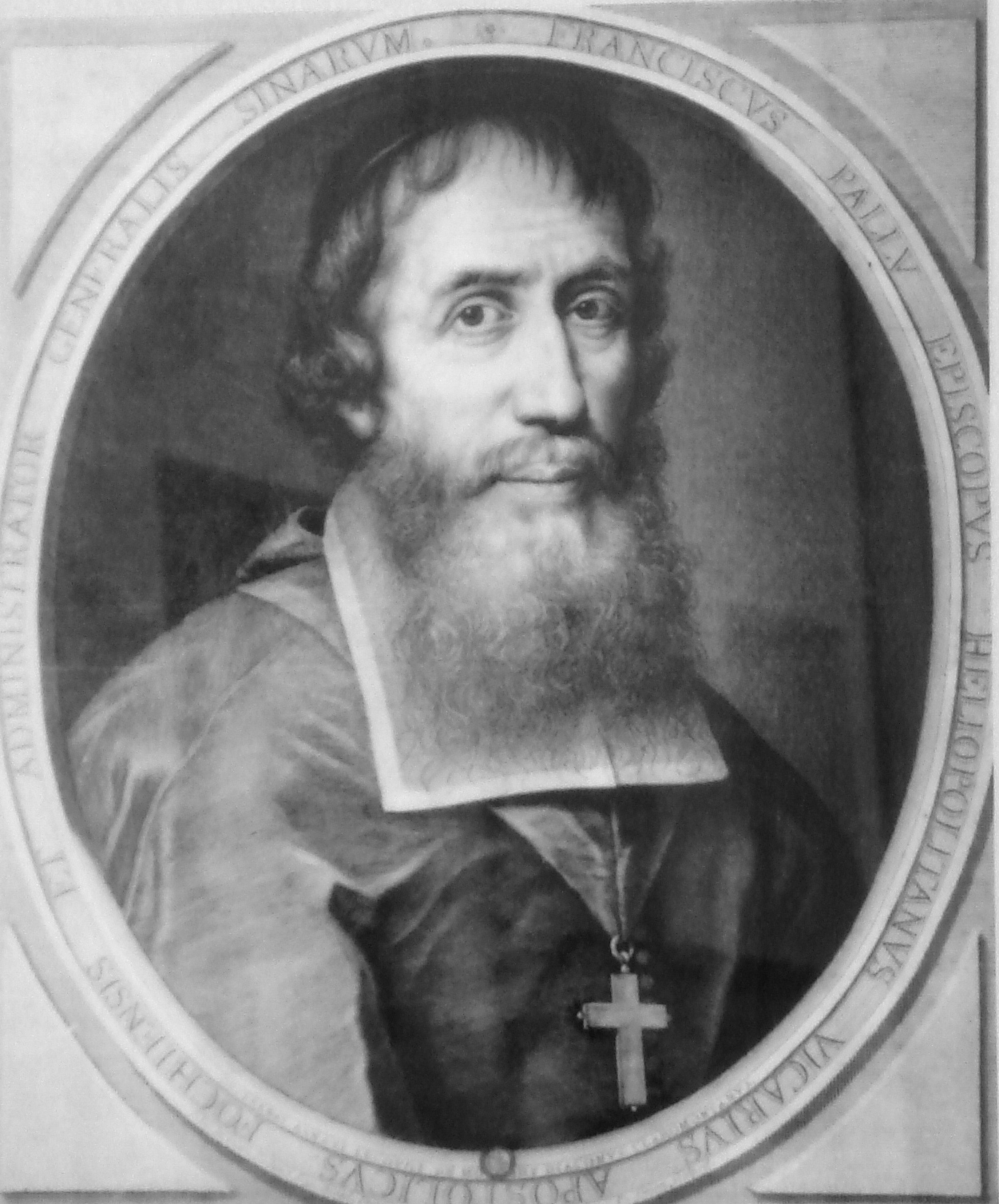
Monseñor François Pallu (1626 - 1684).

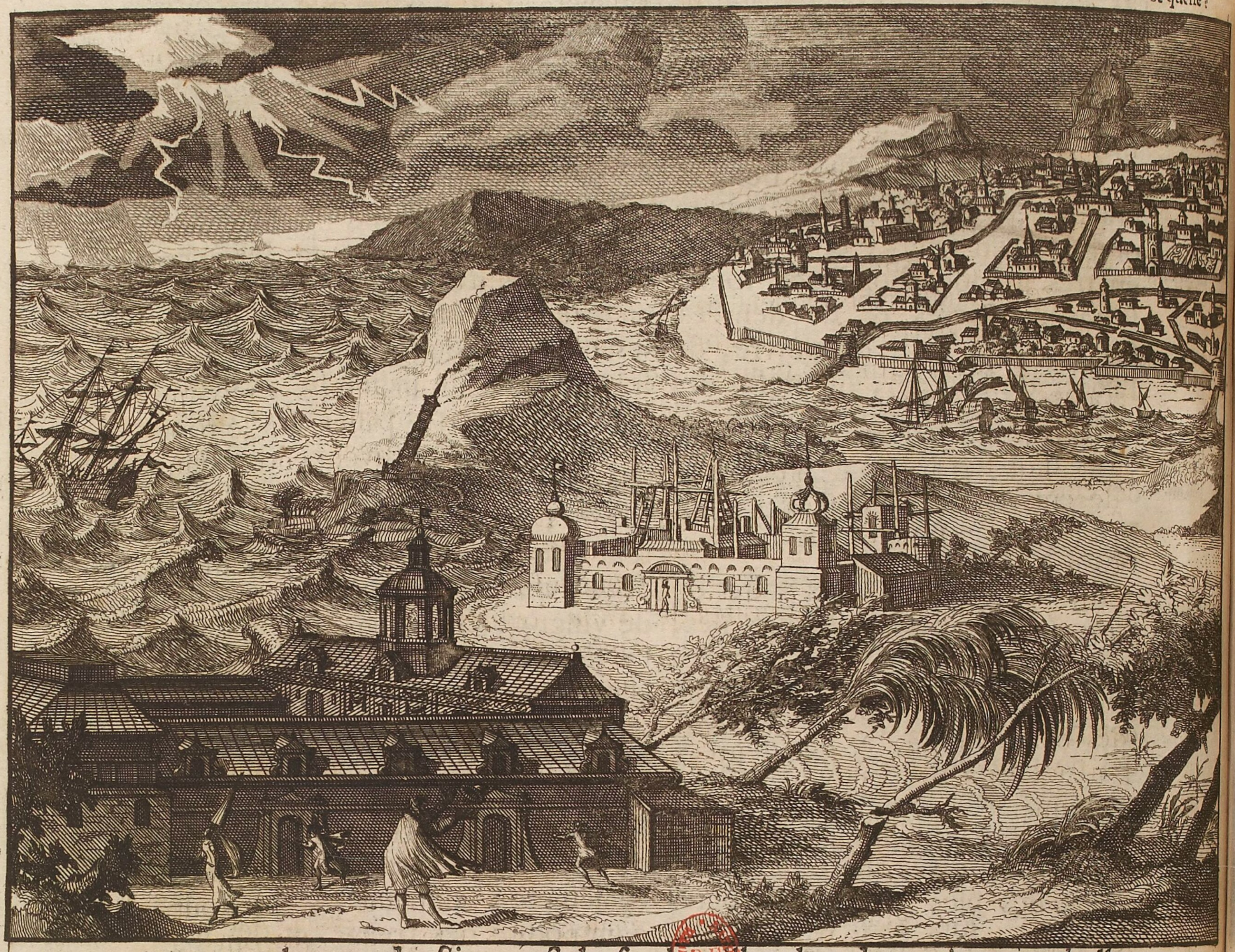
Monseñor François Pallu fundó el Seminario de San José en Ayutthaya, Siam, en 1666.

François Pallu MEP (1626 - 1684) fue un obispo francés. Fue miembro fundador de la Sociedad de las Misiones Extranjeras de París y se convirtió en un misionero en Asia.

## Vida
Nació en Tours, ahora en Indre y Loira, Pallu fue reclutado por Alexandre de Rhodes, SJ como laico voluntario del clero para ser misionero en Asia, junto con Pierre Lambert de la Motte e Ignace Cotolendi. Estos fueron enviados al Lejano Oriente como vicarios apostólicos.
En 1658 Monseñor Pallu se convirtió en obispo de Heliópolis y vicario apostólico de Tonkín, Laos, y cinco provincias del suroeste de China. Los tres obispos salieron de Francia (1660 - 1662) para ir a sus respectivas misiones, y cruzaron Persia y la India a pie, desde que Portugal se había negado a tomar el Padroado de misioneros por barco, los neerlandeses y británicos se negaron a llevar a los misioneros católicos. Monseñor Lambert dejó Marsella el 26 de noviembre de 1660, y llegó a Mergui en Siam 18 meses después. Monseñor Pallu con nueve socios dejaron el 3 de enero de 1662. Se reunió con Monseñor Lambert en la capital de Siam, Ayutthaya después de 24 meses por tierra, pero Monseñor Cotolendi murió a su llegada a la India el 6 de agosto de 1662.

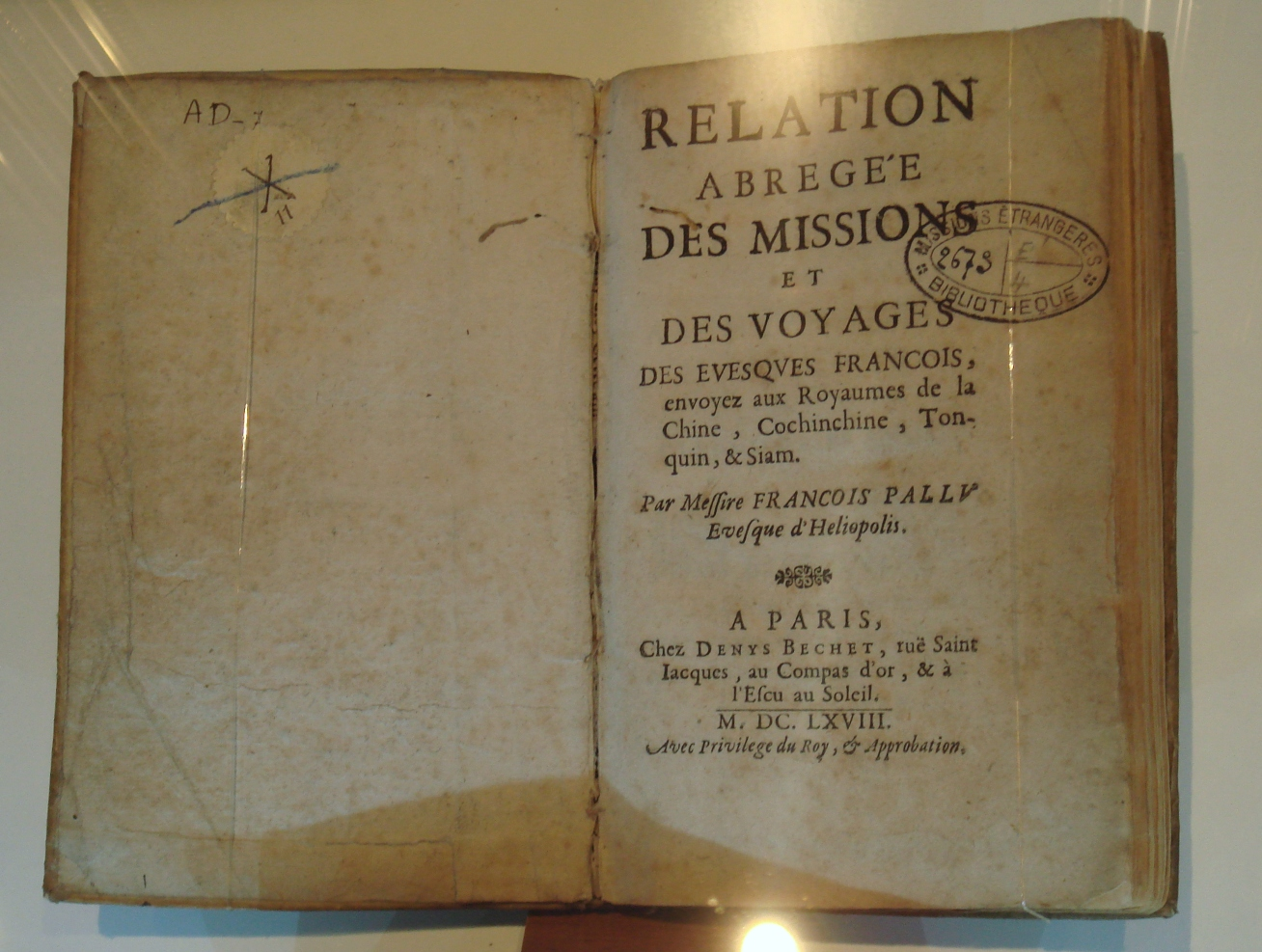
Relation abrégée des missions..., por Monseñor Pallu, publicada en 1668 en París.

Con Lambert, Pallu fundaría en 1665 - 1666 el seminario general de Ayutthaya, Siam (el Seminario de San José, en el origen del Colegio General ahora en Penang, Malasia).
De 1667 a 1673 Pallu estuvo en Francia, donde publicó un relato de las misiones francesas en el sureste de Asia. Volvería a Siam en 1673.

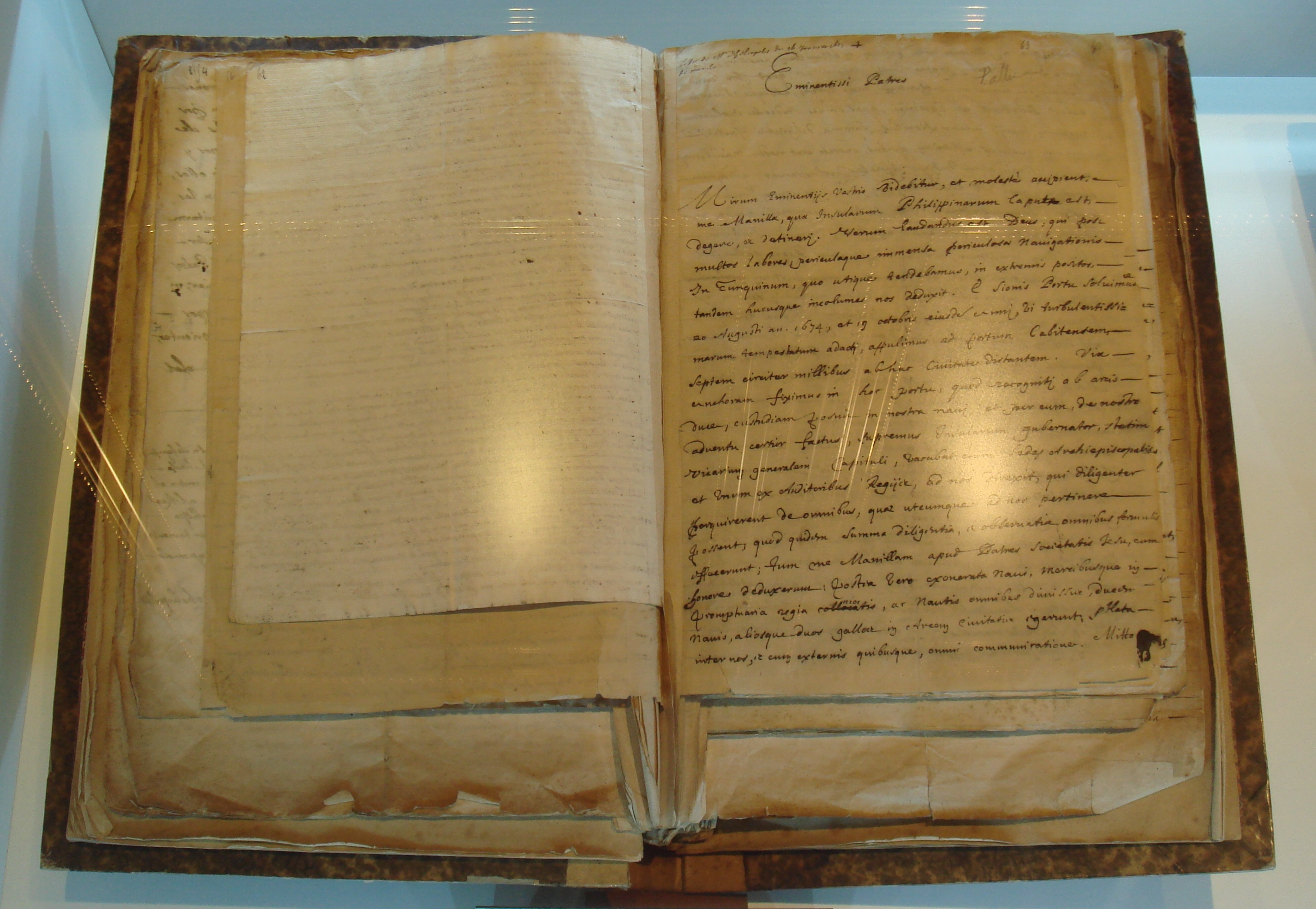
16 de enero de 1675 carta de Monseñor Pallu a la propaganda describiendo su cautiverio en Manila.

En 1674, Monseñor Pallu navegaba a su arquidiócesis en Tonkín, pero se encontró con una tormenta y tuvo que desembarcar en Manila. Fue encarcelado por los españoles y lo pusieron en un barco de Acapulco a España para ser juzgado. Finalmente fue liberado gracias a la intervención del Papa Inocencio XI y Luis XIV. Después de este viaje involuntario alrededor del mundo, sólo pudo volver a Siam en julio de 1682.
En 1684, Pallu llegó a China, donde estuvo a cargo de lo que hoy es la Arquidiócesis de Fuzhou. Murió ese mismo año en Muyang, Jiangsu.

## Obras
- Mémoire sur l'état présent des missions et des évèques francais vicaires apostoliques dans la Chine et dans les royaumes de l'Orient (1677).[14]
- Relations des missions et voyages des évèques, vicaires apostoliques, et leurs éclesiastiques"" (1680).[14]
- État sommaire des missions de la Chine.